# Волков, Алексей Гаврилович
Алексе́й Гаври́лович Во́лков (1780—1826) — русский поэт и учёный-химик, адъюнкт по химии Петербургской академии наук (1803—1809).

## Биография
О его родителях и раннем детстве ничего не известно. Имеется лишь предположение, что он был сыном Гаврилы Григорьевича Волкова, младшего брата известного артиста XVIII века Фёдора Григорьевича Волкова.
Учился в Академической гимназии, состоя в ней на «казенном содержании», и закончил её со званием переводчика в 1797 году. Тогда же он был прикомандирован к академическому профессору Товию Ловицу для усовершенствования своих знаний в области химии. В 1803 году написал диссертацию «Химическое испытание каменных угольев, близ города Боровичей Новгородской губернии находящихся», получив за неё звание «адъюнкта химических наук». Вместе с академиком В. М. Севергиным он участвовал в научных экспедициях по Белоруссии, Польше и Финляндии. С 1804 до 1808 года опубликовал ряд статей по вопросам химии. Исследовал минеральные угли Боровичского месторождения. Получил продукты их сухой перегонки. Определил удельный вес углей и минеральные примеси. В составе золы нашёл окислы кремния, алюминия, железа, следы марганца и др. Волков исследовал также природный рассол со станции Мшаги Новгородской губернии и нашёл в нём хлористый натрий, магниевые соли, хлористый кальций, углекислый кальций и др.
В 1809 году вышел в отставку.

## Литературная деятельность
Был среди организаторов, секретарей и цензоров Вольного общества любителей словесности, наук и художеств. Немногие его стихотворения, написанные в анакреонтическом духе, были напечатаны в «Свитке муз». С 1804 года он перестал посещать заседания Общества, а в 1807 году был официально из него исключён.